# 오스트리아 제관

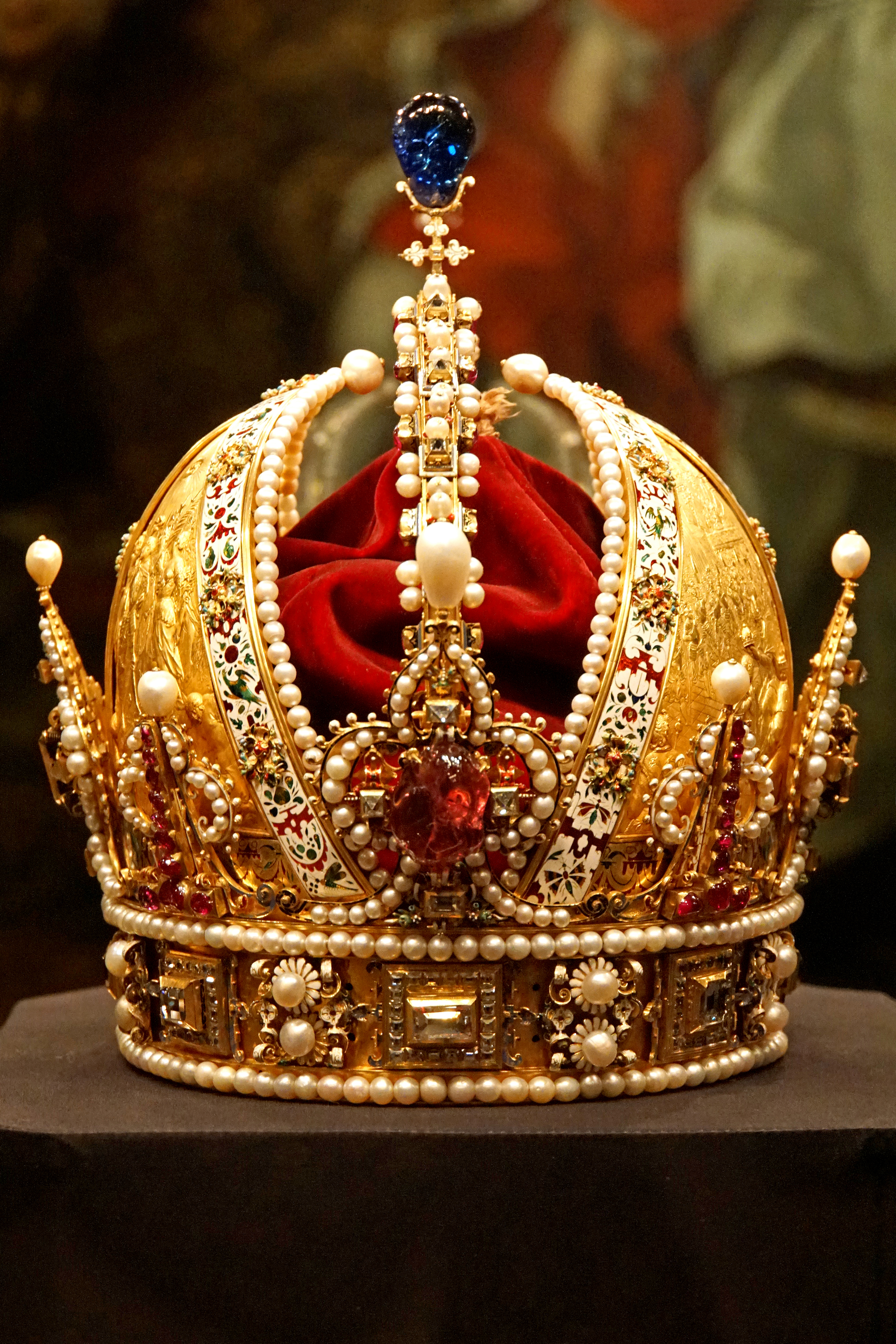
오스트리아 제관

오스트리아 제관(독일어: Österreichische Kaiserkrone)은 예전에 합스부르크 군주국의 군주들이 사용하던 제관이다. 이 제관은 원래 1602년 프라하에서 얀 페르메이언이 신성 로마 제국의 황제 루돌프 2세의 개인 왕관으로 만들었기 때문에 루돌프 2세 황제의 왕관(독일어: Rudolfskrone)으로도 알려져 있다. 이 왕관은 합스부르크 가문의 신성 로마 황제와 헝가리 및 보헤미아의 왕의 왕관으로 사용되었다. 1804년에 새로 건국된 오스트리아 제국의 공식 왕관이 되었다. 1867년 이후 1918년까지 오스트리아-헝가리 제국의 시스라이타니아의 제국 왕관으로 남았다.